# Prietenul lui Vincent
Prietenul lui Vincent (în franceză L'Ami de Vincent) este un film de comedie dramatică din 1983 regizat de Pierre Granier-Deferre.
Este bazat pe o carte omonimă de Jean-Marc Roberts. Este un film de atmosferă, despre prietenia dintre bărbați.

## Prezentare
Albert Palm și Vincent Lamar sunt buni prieteni, aceștia se cunosc din copilărie. Cei doi sunt muzicieni. Dar relația lor începe să se schimbe în momentul când fiecare se comportă de neînțeles pentru celălalt. Albert începe să creadă că  Vincent este un Casanova modern.

## Distribuție
- Philippe Noiret - Albert Palm
- Jean Rochefort - Vincent Lamar
- Françoise Fabian - Dominique, soția lui Albert
- Fanny Cottençon - Nathalie
- Marie Dubois - Marion Schuster
- Marie-France Pisier - Milena, soția lui Spencer
- Anna Karina - Eléonore
- Jane Birkin - Marie-Pierre
- Pierre Vernier - Gérard André, înlocuitorul lui Vincent
- Tanya Lopert - Irène
- Sylvie Joly - Claude
- Béatrice Agenin - Léa
- François Perrot - Janvion
- Alexandre Rignault - Raoul, tatăl lui Albert
- Catherine Samie - Odette
- Maurice Teynac - Spencer, tatăl lui Vincent
- Chantal Deruaz - Séverine
- Christiane Tissot - Maya
- Sofia Dagvila - Amalia
- Dominique Zardi - paznic bungalou
- André Chaumeau - patronul teatrului
- Alexandra Lorska, men. ca Aleksandra Sikorska - fata care a avut o întâlnire cu Vincent